# Fernando Macedo da Silva
Fernando Macedo da Silva Rodilla, deportivamente conocido como Nano (La Coruña, España, 20 de abril de 1982), es un exfutbolista español.

## Trayectoria
Formado en las categorías inferiores del Deportivo de La Coruña, en edad juvenil se incorporó al fútbol base del FC Barcelona. Considerado uno de los jugadores más prometedores de la La Masia, el técnico Louis van Gaal le hizo debutar oficialmente en el primer equipo con motivo de la disputa de la Supercopa de España. Tuvo una destacada actuación supliendo a Rivaldo, y pocos días después, el 22 de agosto de 1999, hizo historia debutando en la Primera División de España, siendo el jugador más joven en vestir la elástica barcelonista en partido de Liga.
Pocos días más tarde, el 27 de octubre de 1999, en un encuentro de la Liga de Campeones ante el AIK Solna, se convirtió en el jugador más joven del FC Barcelona en disputar un encuentro de competición europea. El jugador gallego tenía aquella noche 17 años, 6 meses y 7 días. 
Sin embargo, una lesión cortó su progresión. Continuó cuatro años más jugando con el filial del FC Barcelona, disputando ocasionalmente algunos partidos con el primer equipo. El verano de 2003, con la llegada de Frank Rijkaard al banquillo, fue definitivamente descartado por la entidad barcelonista. Con la carta de libertad en mano, fichó por el Atlético de Madrid.
A pesar de una primera temporada prometedora con los colchoneros -28 partidos de liga y 5 goles-, la campaña 2004/05 tuvo una presencia testimonial en el equipo, lo que le llevó a buscar un cambio de aires. La temporada 2005/06 perteneció al Getafe CF, donde, de nuevo, apenas dispuso de minutos de juego.
El verano de 2006 fichó por el Cádiz CF y con los gaditanos jugó dos temporadas en Segunda División. La temporada 2008-09 jugó con el Racing de Ferrol en Segunda B. El 10 de julio de 2009 se anunció su incorporación al CD Numancia. Tras finalizar la temporada 2011/2012, en la Segunda División de España, llega libre al Club Atlético Osasuna por dos temporadas, con opción a una más, y una cláusula de rescisión de 2 millones de euros. Al finalizar la temporada 2012/2013 rescinde el contrato con la entidad navarra.
En la temporada 2013/2014, el jugador fue contratado por el Deportivo Alavés.  En enero de 2015 fichó por el Racing Club de Ferrol, retirándose al finalizar la temporada 2017-18.

## Clubes
| Club                  | País   | Año       |
| --------------------- | ------ | --------- |
| FC Barcelona B        | España | 1998-2003 |
| FC Barcelona          | España | 1999-2003 |
| Atlético de Madrid    | España | 2003-2005 |
| Getafe CF             | España | 2005-2006 |
| Cádiz CF              | España | 2006-2008 |
| Racing Club de Ferrol | España | 2008-2009 |
| CD Numancia           | España | 2009-2012 |
| Club Atlético Osasuna | España | 2012-2013 |
| Deportivo Alavés      | España | 2013-2014 |
| Racing Club de Ferrol | España | 2015-2018 |